# Henryk Lesiński
Henryk Michał Lesiński (ur. 25 listopada 1923 w Gnieźnie, zm. 7 sierpnia 1994 w Szczecinie) – polski profesor nauk humanistycznych, historyk, archiwista, pomorzoznawca, mediewista

## Życiorys
Absolwent Gimnazjum i Liceum im. Bolesława Chrobrego w Gnieźnie, maturę zdał tam w 1948. W 1952 ukończył studia na Wydziale Historii Uniwersytetu im. Adama Mickiewicza w Poznaniu. W 1985 otrzymał tytuł naukowy profesora.
Pracownik naukowy szczecińskiego oddziału Zakładu Historii Instytutu Historii Polskiej Akademii Nauk oraz dyrektor Archiwum Państwowego w Szczecinie (1956–1969). Współzałożyciel Szczecińskiego Towarzystwa Naukowego (STN), w którym pełnił funkcję przewodniczącego Wydziału I (Nauk Humanistycznych). Redaktor i wydawca czasopisma „Szczecin” oraz periodyku „Przegląd Zachodniopomorski”. Prezes Polskiego Towarzystwa Historycznego Oddział w Szczecinie. Rektor Wyższej Szkoły Nauczycielskiej w Szczecinie , (1969-1981), przekształconej w 1973 w Wyższą Szkołę Pedagogiczną w Szczecinie. Członek Komisji Organizacyjnej Uniwersytetu Szczecińskiego (US), a następnie dziekan Wydziału Humanistycznego tej uczelni oraz twórca i dyrektor Instytutu Historii US. Jednym z największych osiągnięć profesora było doprowadzenie do restauracji zamku von Ostenów w Płotach, gdzie ulokował filie szczecińskiego archiwum.
Na przełomie XX i XXI w. znalazł się na liście „Szczecinianie Stulecia”, utworzonej w wyniku plebiscytu Gazety Wyborczej (wyd. szczecińskie), Polskiego Radia Szczecin i TVP Szczecin. W książce przypominającej ich sylwetki (rozdział Naprawdę wolny wśród studentów) Zdzisław Chmielewski napisał m.in., że był:

… faktycznym promotorem większości przedsięwzięć lokalnego środowiska humanistycznego. Przede wszystkim jednak zaangażował się w tworzenie od podstaw uczelni akademickiej w Szczecinie. Od 1984 r. kierował – z ramienia resortu szkolnictwa wyższego – tzw. zespołem studyjnym, przygotowującym wniosek o powołanie Uniwersytetu Szczecińskiego.

Uniwersytet rozpoczął działalność rok później.